# Compsiluroides proboscis
Compsiluroides proboscis är en tvåvingeart som beskrevs av Chao och Sun 1992. Compsiluroides proboscis ingår i släktet Compsiluroides och familjen parasitflugor.
Artens utbredningsområde är Hunan (Kina). Inga underarter finns listade i Catalogue of Life.